# Mesalina balfouri
Mesalina balfouri là một loài thằn lằn trong họ Lacertidae. Loài này được Blanford mô tả khoa học đầu tiên năm 1881.